# Бичи, Уильям
Сэр Генри Уильям Бичи (англ. Henry William Beechey; 12 декабря 1753, Бёрфорд (графство Оксфорд) — 28 января 1839) — британский художник-портретист. Член Королевской академии художеств.

## Биография

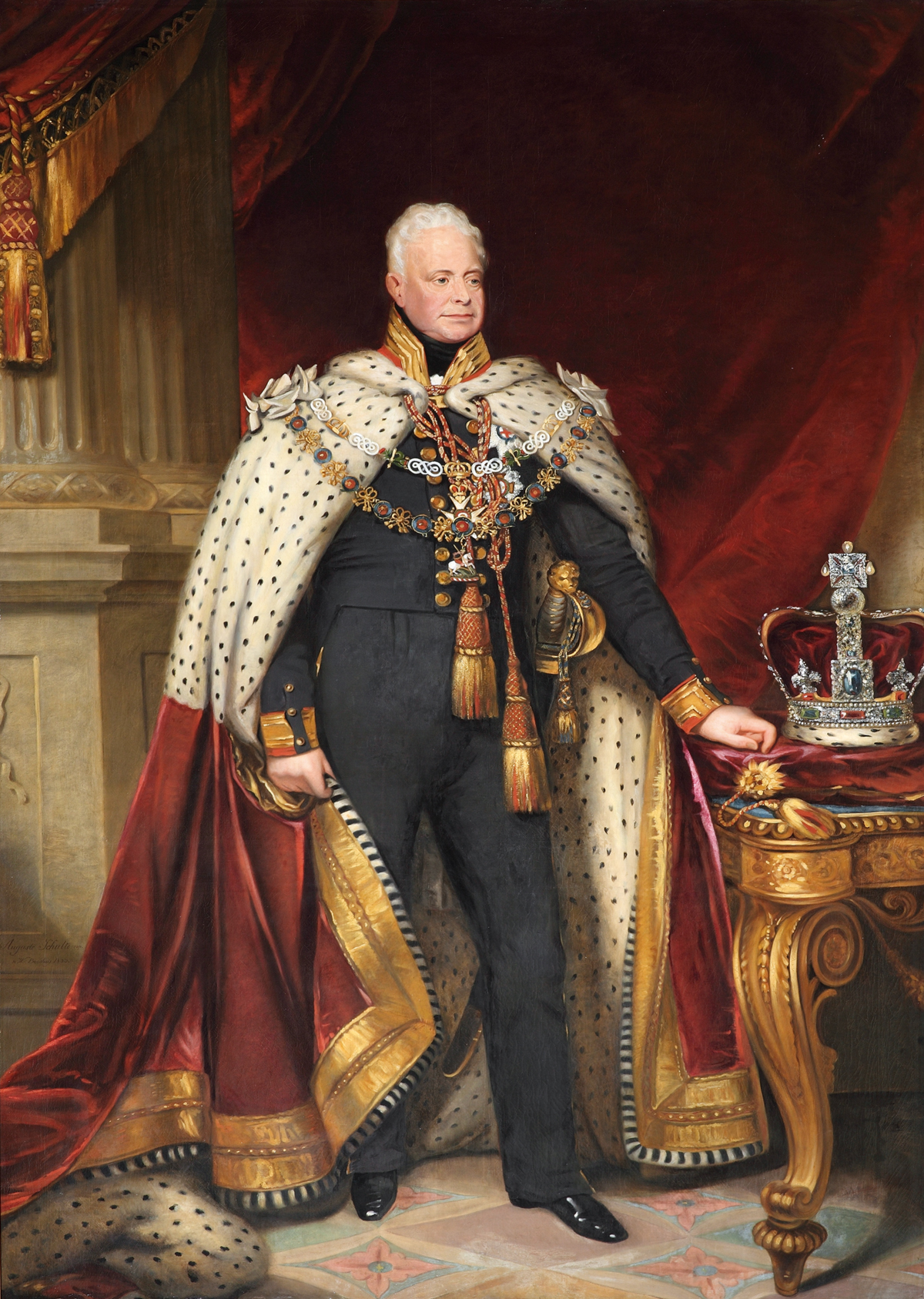
Портрет Вильгельма IV, короля Великобритании

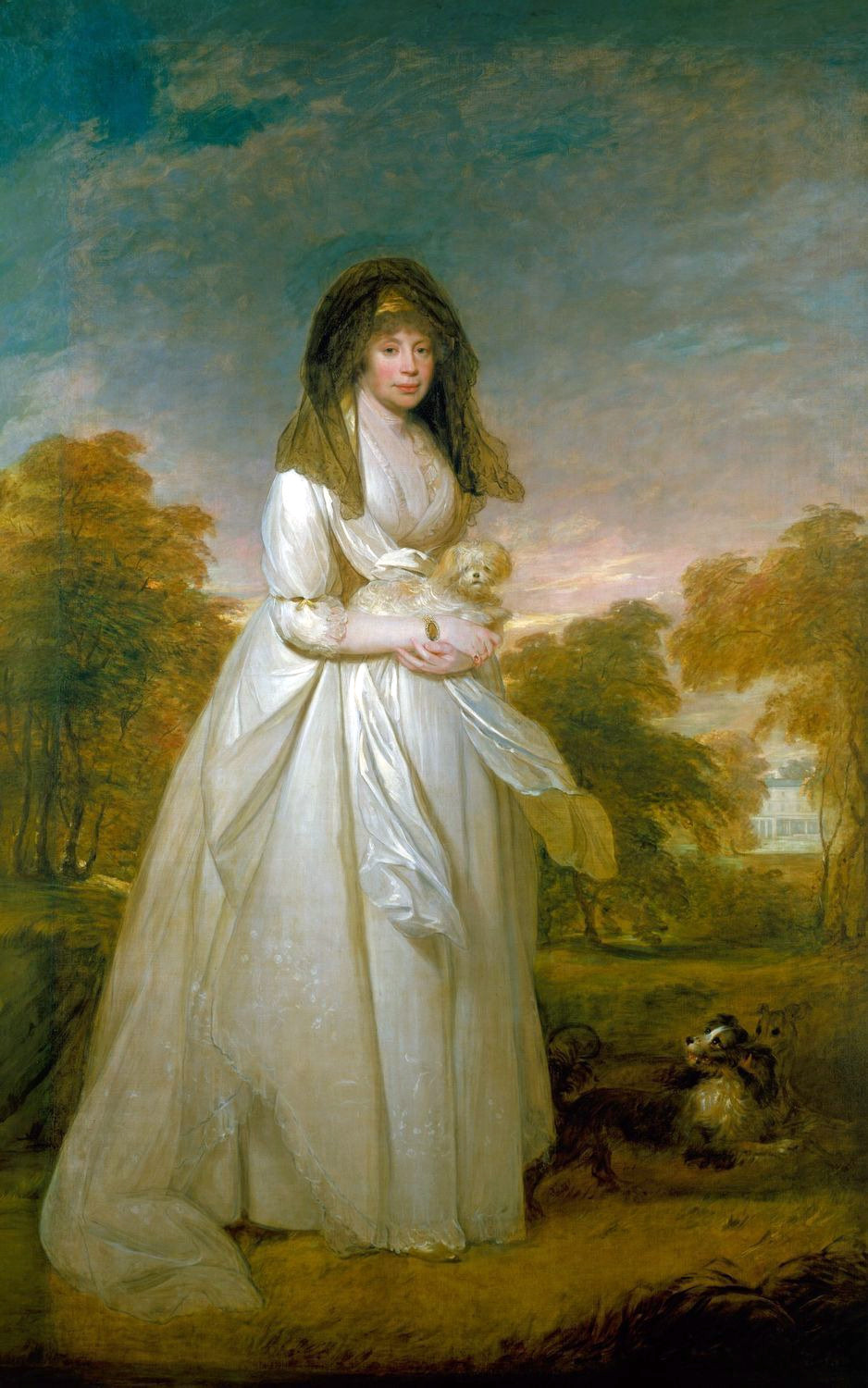
Портрет королевы Шарлотты Мекленбург-Стрелицкой (1796)

Родители У. Бичи умерли, когда он был ещё совсем молод, поэтому он и его братья и сестры были воспитаны в семье дяди. С раннего возраста проявлял интерес к рисованию, и в 1772 был принят в Королевскую академическую школу живописи.
С самого начала своей карьеры У. Бичи специализировался на создании небольших портретов. Между 1782 и 1787 жил в Норвиче, где написал четыре портрета граждан, которых украсили St. Andrew’s Hall города.
В 1793 году был назначен придворным живописцем королевы Шарлотты, супруги короля Великобритании Георга III (1738—1820) и бабушки королевы Виктории.
У. Бичи написал портрет королевы Шарлотты в полный рост, был пожалован в лорды и официально признан первым художником Англии.
Лучшим его произведением считается портрет короля Георга III верхом на коне, во время смотра 5-го и 10-го драгунских полков.
Был дважды женат; отец 21 ребёнка. Среди его детей:
- Генри Уильям Бичи (1789—1862), британский египтолог, художник.
- Фредерик Уильям Бичи (1796—1856), британский путешественник, полярный исследователь.
- Джордж Дункан Бичи[англ.] (1798—1852), британский художник.
- Ричард Бриджес Бичи (1808—1895), британский адмирал и художник.